# Seven de Nueva Zelanda 2017
El Seven de Nueva Zelanda 2017 fue la decimoctava edición del Seven de Wellington y la tercera etapa de la Serie Mundial de Rugby 7 2016-17. Se realizó durante los días 28 y 29 de enero de 2017 en el Estadio Westpac en Wellington (Nueva Zelanda).
El título quedó en manos de Sudáfrica que derrotó a Fiyi por 26 a 5. Es la segunda vez que el conjunto sudafricano se queda con la copa de oro en esta temporada y el primero en la capital neozelandesa desde 2002.

## Formato
Se dividen en cuatro grupos de cuatro equipos, cada grupo se resuelve con el sistema de todos contra todos a una sola ronda; la victoria otorga 3 puntos, el empate 2 y la derrota 1 punto.
Los dos equipos con más puntos en cada grupo avanzan a cuartos de final de la Copa de Oro. Los cuatro ganadores avanzan a semifinales de la Copa de Oro, y los cuatro perdedores a semifinales de la Copa de Plata.
Los dos equipos con menos puntos en cada grupo avanzan a cuartos de final de la Copa de Bronce. Los cuatro ganadores avanzan a semifinales de la Copa de Bronce, y los cuatro perdedores a semifinales de la Copa Shield.

## Equipos participantes
Como selección invitada se suma Papúa Nueva Guinea al haber finalizado en el cuarto puesto (primero de los equipos no clasificados en el circuito) del Oceanía Rugby Sevens disputado en Suva, Fiyi.
| - Argentina - Australia - Canadá - Escocia | - Estados Unidos - Fiyi - Francia - Gales | - Inglaterra - Japón - Kenia - Nueva Zelanda | - Papúa Nueva Guinea - Rusia - Samoa - Sudáfrica |

## Fase de grupos
- Todos los horarios corresponden al huso horario local: UTC+12.[4]

### Grupo A
| Pos | Países             | Pts | Partidos | Partidos | Partidos | Partidos | Tantos | Tantos | Tantos |
| Pos | Países             | Pts | J        | G        | E        | P        | PF     | PC     | DP     |
| --- | ------------------ | --- | -------- | -------- | -------- | -------- | ------ | ------ | ------ |
| 1   | Inglaterra         | 9   | 3        | 3        | 0        | 0        | 97     | 19     | 78     |
| 2   | Argentina          | 7   | 3        | 2        | 0        | 1        | 65     | 52     | 13     |
| 3   | Kenia              | 5   | 3        | 1        | 0        | 2        | 71     | 53     | 18     |
| 4   | Papúa Nueva Guinea | 3   | 3        | 0        | 0        | 3        | 19     | 128    | -109   |

|  | Avanzan a cuartos de final. |

#### Resultados
| 28 de enero, 12:32 | Kenia | 12 - 17 | Argentina | Estadio Westpac, Wellington |  |
|                    |       | Reporte |           |                             |  |

| 28 de enero, 12:55 | Inglaterra | 40 - 0  | Papúa Nueva Guinea | Estadio Westpac, Wellington |  |
|                    |            | Reporte |                    |                             |  |

| 28 de enero, 15:33 | Kenia | 47 - 5  | Papúa Nueva Guinea | Estadio Westpac, Wellington |  |
|                    |       | Reporte |                    |                             |  |

| 28 de enero, 16:19 | Inglaterra | 26 - 7  | Argentina | Estadio Westpac, Wellington |  |
|                    |            | Reporte |           |                             |  |

| 28 de enero, 19:44 | Argentina | 41 - 14 | Papúa Nueva Guinea | Estadio Westpac, Wellington |  |
|                    |           | Reporte |                    |                             |  |

| 28 de enero, 20:10 | Inglaterra | 31 - 12 | Kenia | Estadio Westpac, Wellington |  |
|                    |            | Reporte |       |                             |  |

### Grupo B
| Pos | Países    | Pts | Partidos | Partidos | Partidos | Partidos | Tantos | Tantos | Tantos |
| Pos | Países    | Pts | J        | G        | E        | P        | PF     | PC     | DP     |
| --- | --------- | --- | -------- | -------- | -------- | -------- | ------ | ------ | ------ |
| 1   | Sudáfrica | 9   | 3        | 3        | 0        | 0        | 92     | 12     | 80     |
| 2   | Fiyi      | 7   | 3        | 2        | 0        | 1        | 94     | 43     | 51     |
| 3   | Australia | 5   | 3        | 1        | 0        | 2        | 45     | 66     | -21    |
| 4   | Japón     | 3   | 3        | 0        | 0        | 3        | 12     | 122    | -110   |

|  | Avanzan a cuartos de final. |

#### Resultados
| 28 de enero, 11:46 | Fiyi | 26 - 12 | Australia | Estadio Westpac, Wellington |  |
|                    |      | Reporte |           |                             |  |

| 28 de enero, 12:09 | Sudáfrica | 33 - 0  | Japón | Estadio Westpac, Wellington |  |
|                    |           | Reporte |       |                             |  |

| 28 de enero, 15:10 | Fiyi | 56 - 0  | Japón | Estadio Westpac, Wellington |  |
|                    |      | Reporte |       |                             |  |

| 28 de enero, 15:33 | Sudáfrica | 28 - 0  | Australia | Estadio Westpac, Wellington |  |
|                    |           | Reporte |           |                             |  |

| 28 de enero, 18:52 | Australia | 33 - 12 | Japón | Estadio Westpac, Wellington |  |
|                    |           | Reporte |       |                             |  |

| 28 de enero, 19:18 | Sudáfrica | 31 - 12 | Fiyi | Estadio Westpac, Wellington |  |
|                    |           | Reporte |      |                             |  |

### Grupo C
| Pos | Países         | Pts | Partidos | Partidos | Partidos | Partidos | Tantos | Tantos | Tantos |
| Pos | Países         | Pts | J        | G        | E        | P        | PF     | PC     | DP     |
| --- | -------------- | --- | -------- | -------- | -------- | -------- | ------ | ------ | ------ |
| 1   | Nueva Zelanda  | 9   | 3        | 3        | 0        | 0        | 78     | 33     | 45     |
| 2   | Francia        | 6   | 3        | 1        | 1        | 1        | 63     | 47     | 16     |
| 3   | Estados Unidos | 6   | 3        | 1        | 1        | 1        | 57     | 57     | 0      |
| 4   | Samoa          | 3   | 3        | 0        | 0        | 3        | 24     | 85     | -61    |

|  | Avanzan a cuartos de final. |

#### Resultados
| 28 de enero, 13:18 | Estados Unidos | 21 - 21 | Francia | Estadio Westpac, Wellington |  |
|                    |                | Reporte |         |                             |  |

| 28 de enero, 13:41 | Nueva Zelanda | 33 - 7  | Samoa | Estadio Westpac, Wellington |  |
|                    |               | Reporte |       |                             |  |

| 28 de enero, 16:42 | Estados Unidos | 24 - 12 | Samoa | Estadio Westpac, Wellington |  |
|                    |                | Reporte |       |                             |  |

| 28 de enero, 17:05 | Nueva Zelanda | 21 - 14 | Francia | Estadio Westpac, Wellington |  |
|                    |               | Reporte |         |                             |  |

| 28 de enero, 20:36 | Francia | 28 - 5  | Samoa | Estadio Westpac, Wellington |  |
|                    |         | Reporte |       |                             |  |

| 28 de enero, 21:02 | Nueva Zelanda | 24 - 12 | Estados Unidos | Estadio Westpac, Wellington |  |
|                    |               | Reporte |                |                             |  |

### Grupo D
| Pos | Países  | Pts | Partidos | Partidos | Partidos | Partidos | Tantos | Tantos | Tantos |
| Pos | Países  | Pts | J        | G        | E        | P        | PF     | PC     | DP     |
| --- | ------- | --- | -------- | -------- | -------- | -------- | ------ | ------ | ------ |
| 1   | Canadá  | 9   | 3        | 3        | 0        | 0        | 85     | 24     | 61     |
| 2   | Escocia | 7   | 3        | 2        | 0        | 1        | 62     | 40     | 22     |
| 3   | Gales   | 5   | 3        | 1        | 0        | 2        | 45     | 59     | -14    |
| 4   | Rusia   | 3   | 3        | 0        | 0        | 3        | 5      | 74     | -69    |

|  | Avanzan a cuartos de final. |

#### Resultados
| 28 de enero, 11:00 | Gales | 33 - 0  | Rusia | Estadio Westpac, Wellington |  |
|                    |       | Reporte |       |                             |  |

| 28 de enero, 11:23 | Escocia | 19 - 28 | Canadá | Estadio Westpac, Wellington |  |
|                    |         | Reporte |        |                             |  |

| 28 de enero, 14:24 | Gales | 5 - 28  | Canadá | Estadio Westpac, Wellington |  |
|                    |       | Reporte |        |                             |  |

| 28 de enero, 14:47 | Escocia | 12 - 5  | Rusia | Estadio Westpac, Wellington |  |
|                    |         | Reporte |       |                             |  |

| 28 de enero, 18:00 | Rusia | 0 - 29  | Canadá | Estadio Westpac, Wellington |  |
|                    |       | Reporte |        |                             |  |

| 28 de enero, 18:26 | Escocia | 31 - 7  | Gales | Estadio Westpac, Wellington |  |
|                    |         | Reporte |       |                             |  |

## Etapa eliminatoria

### Copa de oro
|  | Cuartos de final | Cuartos de final | Cuartos de final |           |         | Semifinales | Semifinales | Semifinales |         |              | Copa de oro  | Copa de oro  | Copa de oro |  |
|  |                  |                  |                  |           |         |             |             |             |         |              |              |              |             |  |
|  |                  |                  |                  |           |         |             |             |             |         |              |              |              |             |  |
|  | Inglaterra       | Inglaterra       | 12               |           |         |             |             |             |         |              |              |              |             |  |
|  | Inglaterra       | Inglaterra       | 12               |           |         |             |             |             |         |              |              |              |             |  |
|  | Escocia          | Escocia          | 14               |           |         |             |             |             |         |              |              |              |             |  |
|  | Escocia          | Escocia          | 14               |           | Escocia | Escocia     | 12          |             |         |              |              |              |             |  |
|  |                  |                  |                  |           | Escocia | Escocia     | 12          |             |         |              |              |              |             |  |
|  |                  |                  | Fiyi             | Fiyi      | 19      |             |             |             |         |              |              |              |             |  |
|  | Nueva Zelanda    | Nueva Zelanda    | Fiyi             | Fiyi      | 19      | 10          |             |             |         |              |              |              |             |  |
|  | Nueva Zelanda    | Nueva Zelanda    |                  |           |         |             |             |             |         |              |              |              |             |  |
|  | Fiyi             | Fiyi             | 26               |           |         |             |             |             |         |              |              |              |             |  |
|  | Fiyi             | Fiyi             | 26               |           |         |             |             |             |         | Fiyi         | Fiyi         | 5            |             |  |
|  |                  |                  |                  |           |         |             |             |             |         | Fiyi         | Fiyi         | 5            |             |  |
|  |                  |                  | Sudáfrica        | Sudáfrica | 26      |             |             |             |         |              |              |              |             |  |
|  | Canadá           | Canadá           | Sudáfrica        | Sudáfrica | 26      | 17          |             |             |         |              |              |              |             |  |
|  | Canadá           | Canadá           |                  |           |         |             |             |             |         |              |              |              |             |  |
|  | Argentina        | Argentina        | 12               |           |         |             |             |             |         |              |              |              |             |  |
|  | Argentina        | Argentina        | 12               |           | Canadá  | Canadá      | 5           |             |         | Tercer lugar | Tercer lugar | Tercer lugar |             |  |
|  |                  |                  |                  |           | Canadá  | Canadá      | 5           |             |         | Tercer lugar | Tercer lugar | Tercer lugar |             |  |
|  |                  |                  | Sudáfrica        | Sudáfrica | 21      |             |             |             |         |              |              |              |             |  |
|  | Sudáfrica        | Sudáfrica        | Sudáfrica        | Sudáfrica | 21      | 45          |             |             | Escocia | Escocia      | 28           |              |             |  |
|  | Sudáfrica        | Sudáfrica        |                  |           |         |             |             |             | Escocia | Escocia      | 28           |              |             |  |
|  | Francia          | Francia          | 0                |           |         |             |             |             |         |              | Canadá       | Canadá       | 22          |  |
|  | Francia          | Francia          | 0                |           |         |             |             |             |         |              | Canadá       | Canadá       | 22          |  |
|  |                  |                  |                  |           |         |             |             |             |         |              |              |              |             |  |

#### Cuartos de final
| 29 de enero, 12:38 | Inglaterra | 12 - 14 | Escocia | Estadio Westpac, Wellington |  |
|                    |            | Reporte |         |                             |  |

| 29 de enero, 13:00 | Nueva Zelanda | 10 - 26 | Fiyi | Estadio Westpac, Wellington |  |
|                    |               | Reporte |      |                             |  |

| 29 de enero, 13:22 | Canadá | 17 - 12 | Argentina | Estadio Westpac, Wellington |  |
|                    |        | Reporte |           |                             |  |

| 29 de enero, 13:44 | Sudáfrica | 45 - 0  | Francia | Estadio Westpac, Wellington |  |
|                    |           | Reporte |         |                             |  |

#### Semifinales
| 29 de enero, 17:16 | Escocia | 12 - 19 | Fiyi | Estadio Westpac, Wellington |  |
|                    |         | Reporte |      |                             |  |

| 29 de enero, 17:38 | Canadá | 5 - 21  | Sudáfrica | Estadio Westpac, Wellington |  |
|                    |        | Reporte |           |                             |  |

#### Tercer puesto
| 29 de enero, 20:00 | Escocia | 28 - 22 | Canadá | Estadio Westpac, Wellington |  |
|                    |         | Reporte |        |                             |  |

#### Final
| 29 de enero, 20:30 | Fiyi | 5 - 26  | Sudáfrica | Estadio Westpac, Wellington |  |
|                    |      | Reporte |           |                             |  |

| Bandera de Sudáfrica   |
| Campeón Sudáfrica      |
| 2º título del circuito |

### Copa de plata
|  | Semifinales   | Semifinales   | Semifinales |           |               | Copa de plata | Copa de plata | Copa de plata |  |
|  |               |               |             |           |               |               |               |               |  |
|  |               |               |             |           |               |               |               |               |  |
|  | Inglaterra    | Inglaterra    | 0           |           |               |               |               |               |  |
|  | Inglaterra    | Inglaterra    | 0           |           |               |               |               |               |  |
|  | Nueva Zelanda | Nueva Zelanda | 24          |           |               |               |               |               |  |
|  | Nueva Zelanda | Nueva Zelanda | 24          |           | Nueva Zelanda | Nueva Zelanda | 12            |               |  |
|  |               |               |             |           | Nueva Zelanda | Nueva Zelanda | 12            |               |  |
|  |               |               | Argentina   | Argentina | 17            |               |               |               |  |
|  | Argentina     | Argentina     | Argentina   | Argentina | 17            | 19            |               |               |  |
|  | Argentina     | Argentina     |             |           |               | 19            |               |               |  |
|  | Francia       | Francia       | 14          |           |               |               |               |               |  |
|  | Francia       | Francia       | 14          |           |               |               |               |               |  |
|  |               |               |             |           |               |               |               |               |  |

### Copa de bronce
|  | Eliminatoria       | Eliminatoria       | Eliminatoria   |                |       | Semifinales | Semifinales | Semifinales |  |       | Copa de bronce | Copa de bronce | Copa de bronce |  |
|  |                    |                    |                |                |       |             |             |             |  |       |                |                |                |  |
|  |                    |                    |                |                |       |             |             |             |  |       |                |                |                |  |
|  | Kenia              | Kenia              | 24             |                |       |             |             |             |  |       |                |                |                |  |
|  | Kenia              | Kenia              | 24             |                |       |             |             |             |  |       |                |                |                |  |
|  | Rusia              | Rusia              | 5              |                |       |             |             |             |  |       |                |                |                |  |
|  | Rusia              | Rusia              | 5              |                | Kenia | Kenia       | 19          |             |  |       |                |                |                |  |
|  |                    |                    |                |                | Kenia | Kenia       | 19          |             |  |       |                |                |                |  |
|  |                    |                    | Estados Unidos | Estados Unidos | 12    |             |             |             |  |       |                |                |                |  |
|  | Estados Unidos     | Estados Unidos     | Estados Unidos | Estados Unidos | 12    | 19          |             |             |  |       |                |                |                |  |
|  | Estados Unidos     | Estados Unidos     |                |                |       |             |             |             |  |       |                |                |                |  |
|  | Japón              | Japón              | 14             |                |       |             |             |             |  |       |                |                |                |  |
|  | Japón              | Japón              | 14             |                |       |             |             |             |  | Kenia | Kenia          | 19             |                |  |
|  |                    |                    |                |                |       |             |             |             |  | Kenia | Kenia          | 19             |                |  |
|  |                    |                    | Australia      | Australia      | 17    |             |             |             |  |       |                |                |                |  |
|  | Gales              | Gales              | Australia      | Australia      | 17    | 29          |             |             |  |       |                |                |                |  |
|  | Gales              | Gales              |                |                |       |             |             |             |  |       |                |                |                |  |
|  | Papúa Nueva Guinea | Papúa Nueva Guinea | 7              |                |       |             |             |             |  |       |                |                |                |  |
|  | Papúa Nueva Guinea | Papúa Nueva Guinea | 7              |                | Gales | Gales       | 10          |             |  |       |                |                |                |  |
|  |                    |                    |                |                | Gales | Gales       | 10          |             |  |       |                |                |                |  |
|  |                    |                    | Australia      | Australia      | 24    |             |             |             |  |       |                |                |                |  |
|  | Australia          | Australia          | Australia      | Australia      | 24    | 17          |             |             |  |       |                |                |                |  |
|  | Australia          | Australia          |                |                |       |             |             |             |  |       |                |                |                |  |
|  | Samoa              | Samoa              | 14             |                |       |             |             |             |  |       |                |                |                |  |
|  | Samoa              | Samoa              | 14             |                |       |             |             |             |  |       |                |                |                |  |
|  |                    |                    |                |                |       |             |             |             |  |       |                |                |                |  |

### Copa shield
|  | Semifinales        | Semifinales        | Semifinales |       |       | Copa shield | Copa shield | Copa shield |  |
|  |                    |                    |             |       |       |             |             |             |  |
|  |                    |                    |             |       |       |             |             |             |  |
|  | Rusia              | Rusia              | 15          |       |       |             |             |             |  |
|  | Rusia              | Rusia              | 15          |       |       |             |             |             |  |
|  | Japón              | Japón              | 5           |       |       |             |             |             |  |
|  | Japón              | Japón              | 5           |       | Rusia | Rusia       | 12          |             |  |
|  |                    |                    |             |       | Rusia | Rusia       | 12          |             |  |
|  |                    |                    | Samoa       | Samoa | 19    |             |             |             |  |
|  | Papúa Nueva Guinea | Papúa Nueva Guinea | Samoa       | Samoa | 19    | 7           |             |             |  |
|  | Papúa Nueva Guinea | Papúa Nueva Guinea |             |       |       | 7           |             |             |  |
|  | Samoa              | Samoa              | 35          |       |       |             |             |             |  |
|  | Samoa              | Samoa              | 35          |       |       |             |             |             |  |
|  |                    |                    |             |       |       |             |             |             |  |

## Posiciones finales
| Pos               | Equipo             |
| ----------------- | ------------------ |
| Medalla de oro    | Sudáfrica          |
| 2                 | Fiyi               |
| 3                 | Escocia            |
| 4                 | Canadá             |
| Medalla de plata  | Argentina          |
| 6                 | Nueva Zelanda      |
| 7                 | Inglaterra         |
| 7                 | Francia            |
| Medalla de bronce | Kenia              |
| 10                | Australia          |
| 11                | Estados Unidos     |
| 11                | Gales              |
| 13                | Samoa              |
| 14                | Rusia              |
| 15                | Japón              |
| 15                | Papúa Nueva Guinea |